# Inhalador

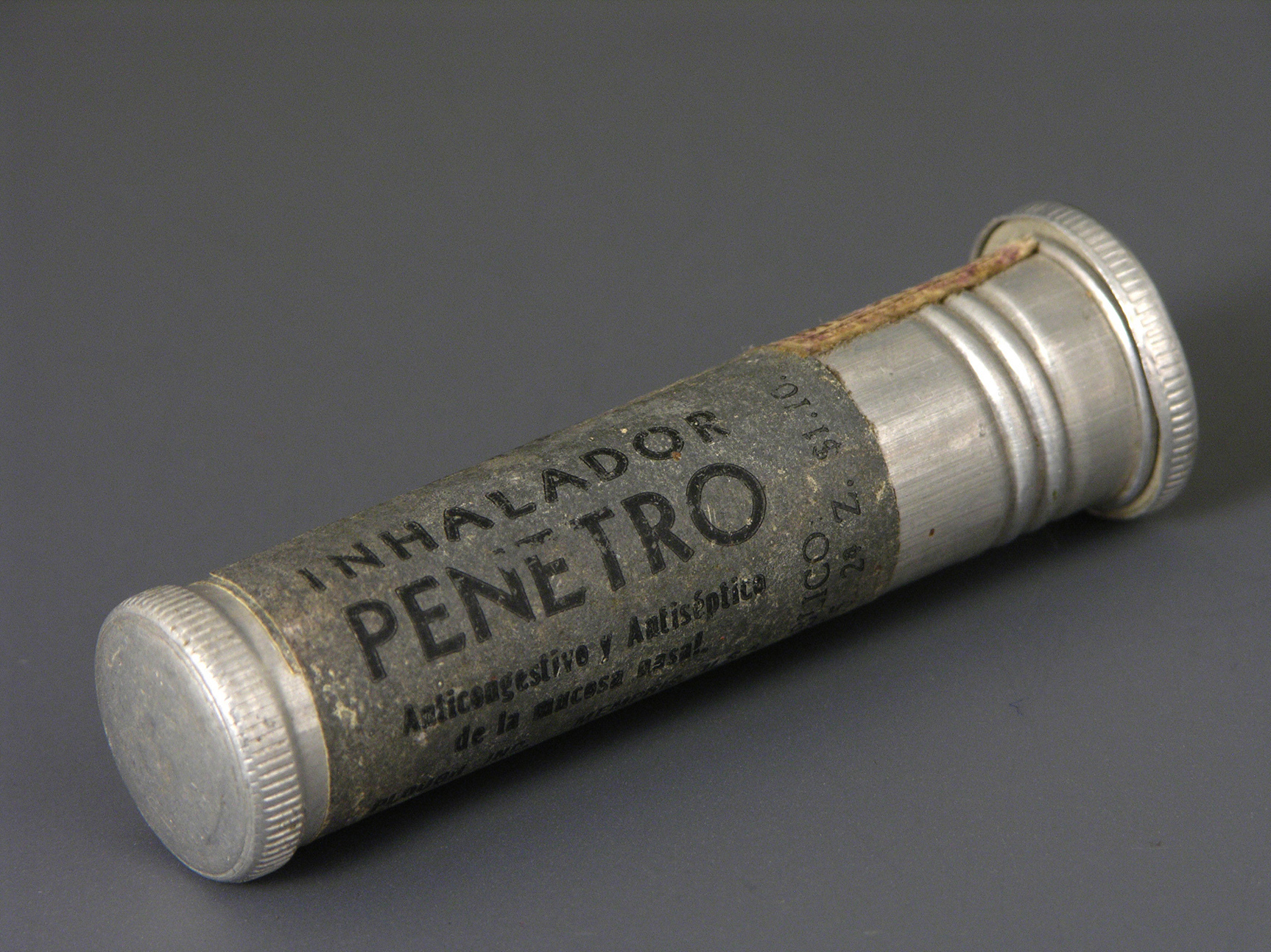
Inhalador de marca Penetro, de México (mediados del siglo XX), de la colección permanente del Museo del Objeto del Objeto.

Un inhalador es un dispositivo médico utilizado para suministrar un medicamento en forma de partículas de polvo al organismo a través de los pulmones, y de aquí a los tejidos blandos. Es ampliamente utilizado para el tratamiento del asma, la tos, el catarro y las enfermedades pulmonares obstructivas.
El procedimiento correcto en caso de lactantes es el siguiente:
1. Siéntese y coloque a su hijo sobre las piernas de usted.
2. Coloque uno de sus brazos delante del niño.
3. Evite hacer llorar al niño.
4. Instale el inhalador en la aerocámara.
5. Agite el inhalador y la aerocámara 3 o 4 veces.
6. Coloque la aerocámara en la boca del niño
7. Tape la nariz de su hijo.
8. Presione una sola vez el inhalador (lo que se denomina 1 puff [paf]) de forma enérgica.
9. Cuente entre 10 y 15 respiraciones de su hijo (siempre manteniéndole tapada la nariz, para que respire por la boca).
10. Retire la aerocámara de la boca.
11. Si el médico prescribió dos dosis, espere entre 30 segundos a 1 minuto para entregar esa otra dosis.
12. Lave la aerocámara con agua fría y jabón.[1][2]

En el caso de preescolares y escolares:
1. Coloque la aerocámara por delante de su cara.
2. Verifique que la aerocámara este en posición horizontal.
3. Debe sellar la nariz y la boca.
4. Presione de forma enérgica y una vez el inhalador (1 puff).
5. Cuente entre 10 a 15 respiraciones, sin hablar ni reír.
6. Retire la aerocámara de la boca.
7. Si el médico prescribió dos dosis, espere entre 30 segundos a 1 minuto para entregar esa otra dosis.
8. Lave la aerocámara con agua fría y jabón.[3][4]

Algunos fármacos como los del grupo de los broncodilatadores o los corticosteroides se pueden administrar mediante estos dispositivos.